# R'žaničino
R'žaničino (makedonska: Р'жаничино) är en ort i kommunen Petrovec i norra Nordmakedonien. Orten ligger cirka 18 kilometer sydost om Skopje. R'žaničino hade 1 043 invånare vid folkräkningen år 2021.
Av invånarna i R'žaničino är 65,87 % makedonier, 21,67 % bosniaker, 4,03 % albaner, 2,40 % serber och 0,48 % turkar (2021).